# Secondo Martinetto
Secondo Martinetto (San Francesco al Campo, Província de Torí, 28 d'agost de 1894 - Cirié, 4 de setembre de 1968) va ser un ciclista italià, que fou professional entre 1923 i 1931. Durant la seva carrera esportiva destaca una sola victòria, en una etapa de la Volta a Catalunya de 1926. Amb tot, també fou 4t al Giro d'Itàlia de 1924 i 18è de la general i 1r de la seva categoria al Tour de França de 1927.

## Palmarès
- 1926
  - Vencedor d'una etapa de la Volta a Catalunya

### Resultats al Giro d'Itàlia
- 1923. 13è de la classificació general
- 1924. 4t de la classificació general

### Resultats al Tour de França
- 1926. Abandona (10a etapa)
- 1927. 18è de la classificació general
- 1928. Abandona (20a etapa)
- 1930. 62è de la classificació general